# WANTED GIRL
「WANTED GIRL」（ウォンテッド ガール）は、TrySailの楽曲。テレビアニメ『タイムボカン 逆襲の三悪人』の第2期オープニングテーマとして制作され、ハヤシケイが作詞・作曲を手がけた。ユニットの7枚目のシングルとして2018年3月14日にSACRA MUSICから発売された。

## 制作・音楽性
本曲は、テレビアニメ『タイムボカン 逆襲の三悪人』のオープニングテーマとして制作された。前シングル曲の「adrenaline!!!」と似た雰囲気のアップテンポで、台詞のような歌詞を畳み掛ける楽曲になっており、1音あたりに当てる詞が多く詰められている。雨宮によれば、得意げな面や悪戯っぽい面など、様々な表情を歌詞ごとにつけるように歌ったという。他のTrySailの楽曲では歌割りがソロか3人となることが多い中、本曲では2人でのユニゾンが多く用いられている。

## アートワーク、ミュージック・ビデオ
怪盗をテーマに、黒色を基調として制作された。本曲以前にTrySailで黒を全面に押し出した楽曲はなく、黒い衣装が「コバルト」のミュージック・ビデオであったのみだったため、麻倉・夏川は大人になったと実感したという。初回生産限定盤・通常盤のジャケットはスポットライトを当てた様子を模したパネルの穴から顔を出した写真になっている。期間生産限定盤のジャケットでは『タイムボカン 逆襲の三悪人』の三悪トリオとともにTrySailがイラストで描かれている。
ミュージック・ビデオは怪盗となったTrySailが"お宝"を探すというストーリーで構成されている。スポットライトを浴びてしたり顔で登場する一方で、どこか抜けていて罠にかかりながら、逃げ回りつつ盗み出す様子が描かれている。

## リリース
2018年3月14日にSACRA MUSICから発売された。同日より音楽配信も行われている。初回生産限定盤・期間生産限定盤・通常盤の3形態で発売され、初回生産限定盤にはミュージック・ビデオを収録したDVD、期間生産限定盤にはテレビアニメ『タイムボカン 逆襲の三悪人』のオープニングテーマバージョンの楽曲及び、同アニメのノンクレジットオープニング映像を収録したDVDが同梱された。
カップリングには「散歩道」が収録されている。同曲はTrySail初となる三拍子の曲で、「もう一生会えないふたり」をテーマにした切ない楽曲に仕上がっている。夏川は本曲のレコーディングの際、世界観に合った柔らかい声を出すために座って歌ったと語っている。

## シングル収録内容

### 初回生産限定盤・通常盤
| #         | タイトル                      | 作詞       | 作曲       | 編曲      | 時間  |
| --------- | ----------------------------- | ---------- | ---------- | --------- | ----- |
| 1.        | 「WANTED GIRL」               | ハヤシケイ | ハヤシケイ | 毛蟹      | 4:13  |
| 2.        | 「散歩道」                    | 谷口尚久   | 5u5h1      | 5u5h1     | 4:46  |
| 3.        | 「WANTED GIRL」(Instrumental) |            |            |           | 4:13  |
| 4.        | 「散歩道」(Instrumental)      |            |            |           | 4:44  |
| 合計時間: | 合計時間:                     | 合計時間:  | 合計時間:  | 合計時間: | 17:58 |

| #  | タイトル                     | 作詞 | 作曲・編曲 | 時間 |
| -- | ---------------------------- | ---- | ---------- | ---- |
| 1. | 「WANTED GIRL」(Music Video) |      |            | 4:42 |

### 期間生産限定盤
| #         | タイトル                      | 作詞  | 作曲・編曲 | 時間 |
| --------- | ----------------------------- | ----- | ---------- | ---- |
| 1.        | 「WANTED GIRL」               |       |            | 4:13 |
| 2.        | 「散歩道」                    |       |            | 4:46 |
| 3.        | 「WANTED GIRL」(TV Ver.)      |       |            | 1:31 |
| 4.        | 「WANTED GIRL」(Instrumental) |       |            | 4:13 |
| 5.        | 「散歩道」(Instrumental)      |       |            | 4:44 |
| 合計時間: | 合計時間:                     | 21:30 |            |      |

| #  | タイトル                                                                        | 作詞 | 作曲・編曲 | 時間 |
| -- | ------------------------------------------------------------------------------- | ---- | ---------- | ---- |
| 1. | 「テレビアニメ『タイムボカン 逆襲の三悪人』ノンクレジットオープニングムービー」 |      |            | 1:29 |

## チャート
| チャート                          | 最高 順位 | 出典   |
| --------------------------------- | --------- | ------ |
| オリコン 週間CDシングルランキング | 12        | [ 11 ] |
| Billboard JAPAN Hot 100           | 28        | [ 12 ] |
| Billboard JAPAN Hot Animation     | 5         | [ 13 ] |
| Billboard JAPAN Hot Singles Sales | 14        | [ 14 ] |